# ريمون بورنس
ريمون بورنس (بالإنجليزية: Captain Sensible)‏ (و. 1954  م) هو مغني، وعازف قيثارة، ومغن مؤلف بريطاني، يستخدم آلات غيتار البيس، وقيثارة.

## وصلات خارجية
- ريمون بورنس على موقع IMDb (الإنجليزية)
- ريمون بورنس على موقع ميوزك برينز (الإنجليزية)
- ريمون بورنس على موقع ميوزك برينز (الإنجليزية)
- ريمون بورنس على موقع إن إن دي بي (الإنجليزية)
- ريمون بورنس على موقع أول ميوزيك (الإنجليزية)
- ريمون بورنس على موقع أول ميوزيك (الإنجليزية)
- ريمون بورنس على موقع ديسكوغز (الإنجليزية)
- ريمون بورنس على موقع ديسكوغز (الإنجليزية)
- ريمون بورنس على موقع قاعدة بيانات الفيلم (الإنجليزية)
- ريمون بورنس في قاعدة بيانات الأفلام على الإنترنت